# Dismissed
Dismissed è un reality show statunitense prodotto per MTV, in onda dal 2001 al 2005.

## Il programma
I protagonisti del programma sono, in ogni puntata, una ragazza o un ragazzo di bell'aspetto e due "aspiranti", che possono essere di sesso opposto o dello stesso sesso a seconda dei casi. 
In seguito, i due aspiranti si dividono la giornata in due parti, e ciascuna di queste viene gestita direttamente dagli stessi aspiranti, che hanno la possibilità di rimanere soli con il corteggiato per un quarto d'ora, allontanando l'altro pretendente.
Alla fine della giornata, il protagonista deciderà con chi vorrà approfondire la conoscenza e chi, appunto, sarà dismissed (scaricato).
La trasmissione originale del format, in USA, è iniziata nel 2001. Pensata agli albori per ospitare solo teenager statunitensi, in seguito, visto il successo del format, ne è stata realizzata anche una versione con ragazzi e ragazze provenienti da tutto il globo, chiamata Globally Dismissed.
Non si tratta dell'unico programma su questo genere di argomento: nella televisione italiana, per esempio, era già andato in onda un programma simile su Italia 1 sul finire degli anni novanta, mentre in seguito ha riscosso molto successo Uomini e donne, il cui obiettivo è lo stesso di Dismissed con la differenza che il gioco dura per svariati mesi.